# Rhachoepalpus andinus
Rhachoepalpus andinus là một loài ruồi trong họ Tachinidae.